# 응우옌푹쭈 (6대)
응우옌푹쭈(베트남어: Nguyễn Phúc Chu / 阮福淍 완복주, 1675년 6월 11일(음력 5월 18일) ~ 1725년 6월 1일(음력 4월 21일))는 대월 후 레 왕조 응우옌 주의 제6대 군주(재위: 1691년 ~ 1725년)이다. 다른 이름으로 응우옌푹뚱(베트남어: Nguyễn Phúc Tùng / 阮福松 완복송)이라고도 한다. 군주의 칭호는 국주(베트남어: Quốc Chúa / 主國) 또는 명주(베트남어: Chúa Minh / 主明)이다. 재위 기간 동안 참족의 봉기를 진압하였고, 캄보디아와의 전쟁을 일으켰다.

## 생애
응우옌푹타이의 장남으로서 세자로 세워졌고, 찐호아 12년 1월 4일(1691년 2월 7일), 응우옌푹타이가 죽자 뒤를 이었다. 당시 그의 나이는 17세였다. 호를 천종도인(베트남어: Thiên Tung Đạo Nhân / 天縱道人)이라고 하였다.
찐호아 23년(1702년), 청나라에 자신을 국왕(國王)으로 책봉해 달라고 요청하였으나 청나라 조정에서 거부하였다.
응우옌푹쭈의 통치 초기에, 판두랑가(현재의 닌투언성)를 점유하고 있던 참파의 군주 포 소트(婆爭, Po Sot)가 병사를 일으켜 응우옌 주의 통치에 저항하였다. 이 봉기는 참파가 최초로 일으킨 것이었지만 실패하였고, 응우옌 주의 군대에게 진압되었다. 이후 판두랑가 지역에 페스트가 발생하였다. 3년 뒤, 참파의 귀족 오크냐 다트(屋牙撻, Oknha Dat)가 장군 아 반(阿班, A Ban)의 도움을 얻어 1695년에 함께 응우옌 주를 공격해 패배시켰다. 포 소트의 동생이자 참파의 새로운 국왕인 포 사크티라이 다 파티흐(繼婆子, Po Saktiray Da Patih)는 응우옌푹쭈에게 담판을 벌일 것을 요구하였다. 담판의 최종 결과로 참파의 왕은 진왕(鎮王, Trấn Vương)으로 봉해졌으며, 참파가 응우옌 왕조의 민망 황제에게 완전히 소멸될 때까지 이 칭호는 이후 135년 동안 유지되었다. 그러나 참파의 국왕은 사방이 베트남인의 영토인 상황에서 실제 권력을 지니지는 못하였다.
빈틴 10년(1714년), 응우옌푹쭈는 캄보디아를 침공하여 께오 파 3세를 도와 왕으로 세운 뒤 이미 캄보디아의 왕이었던 톰모 레아쩨아 3세에게 대항하였다. 타이의 아유타야 왕조 또한 군대를 캄보디아로 보내 톰모 레아쩨아 3세를 도와 베트남인에 대항하였다. 응우옌 주의 군사는 현재의 캄포트 주를 포함한 지역에서 벌어진 최초의 전투에서 승리하였으나, 1717년 말까지 계속해서 패배하였다. 전쟁은 담판을 벌인 뒤 종결되었고, 그 결과로 응우옌 주는 메콩강 유역의 자딘, 하띠엔 지역을 획득하였다.
응우옌푹쭈는 재위 기간 동안 가톨릭 선교사를 박해하였고, 기독교인에게는 징수하는 세금을 3배로 높이도록 하였다.
바오타이 원년(1720년), 응우옌푹쭈는 정식으로 참족의 최후 영토인 판두랑가를 지배하게 되었다. 이는 25년 전에 참파와 맺은 평화조약을 위반하는 것이라는 시비가 있었으나 현재까지 의문으로 남아 있다.
바오타이 6년 4월 21일(1725년 6월 1일), 군주 응우옌푹쭈는 서거하였으며, 향년 49세였다.

## 봉호, 시호, 능호
후 레 왕조에서 받은 초기 봉호는 좌병영부장(左柄營副將) 겸 조장후(Tộ Trường Hầu/祚長侯)이며, 즉위 한 후에 받은 봉호는 절제수보제영(節制水步諸營) 겸 총내외평장군국중사(總內外平章軍國重事) 겸 태보(太保) 겸 조군공(Tộ Quận Công/祚郡公)으로 진봉하였으며, 찐호아(正和) 14년(1693년)에 태부(太傅) 겸 조국공(Tộ Quốc Công/祚國公)으로 진봉하였다.
시호는 사후에 도원수총국정 관자인서조명왕(Đô Nguyên Soái Thống Quốc Chính Khoan Từ Nhân Thứ Tộ Minh Vương/都元帥總國政 寬慈仁恕祚明王)으로 추존되었고, 까인흥(景興) 5년(1744년)에 칭왕이 된 후에 시호를 영모웅략성문선달관자인서효명왕(Anh Mô Hùng Lược thánh Văn Tuyên Đạt Khoan Từ Nhân Thứ Hiếu Minh Vương/英謨雄略聖文宣達寬慈仁恕孝明王)으로 재추존되었고, 응우옌 왕조가 건국 하고 칭제 후인 자롱(嘉隆) 5년(1806년)에 묘호를 현종(Hiển Tông／顯宗), 시호를 영모웅략성문선달관자인서효명황제(Anh Mô Hùng Lược thánh Văn Tuyên Đạt Khoan Từ Nhân Thứ Hiếu Minh Hoàng Đế/英謨雄略聖文宣達寬慈仁恕孝明皇帝)로 재추존하였다.
능호는 장청릉(Trường Thanh Lăng/長淸陵)이다.

## 가족 관계

### 후비
| 봉호            | 시호                                                                 | 이름 (성씨)                                      | 별칭  | 생몰년도        | 국구 (장인/장모) | 비고        |
| --------------- | -------------------------------------------------------------------- | ------------------------------------------------ | ----- | --------------- | ---------------- | ----------- |
| 소의 (昭儀)     | 자혜경비 (Từ Huệ Kính Phi /慈惠敬妃)                                 | 똥 티 드억 (Tống Thị Được /宋氏特 /송씨특)       | [ 2 ] | 1680년 ~ 1716년 | [ 3 ]            | [ 4 ] [ 5 ] |
| 우궁빈 (右宮嬪) | 자덕경비존서부인 (Từ Đức Kính Phi Tôn Tự Phu Nhân /慈德敬妃尊序夫人) | 응우옌 티 란 (Nguyễn Thị Lan /阮氏蘭 /완씨란)    |       | ? ~ 1714년      | [ 6 ]            |             |
| 좌궁빈 (左宮嬪) | 소비열부인 (Chiêu Phi Liệt Phu Nhân /昭妃列夫人)                     | 응우옌 티 비엔 (Nguyễn Thị Biện /阮氏卞 /완씨변) |       | 1685년 ~ 1725년 |                  |             |
| 수용 (修容)     |                                                                      | 쩐 티 응이 (Trần Thị Nghi /陳氏儀 /진씨의)       |       |                 |                  |             |
| 우궁빈 (右宮嬪) |                                                                      | 레 티 뚜옌 (Lê Thị Tuyên /黎氏宣 /여씨선)        |       |                 |                  |             |
| 우궁빈 (右宮嬪) |                                                                      | 레 티 호아 (Lê Thị Hoa /黎氏花 /여씨화)          |       |                 |                  |             |
| 우궁빈 (右宮嬪) |                                                                      | 똥 티 르엉 (Tống Thị Lượng /宋氏量 /송씨량)      |       |                 |                  |             |
|                 |                                                                      | 호앙 티 주옌 (Hoàng Thị Duyên /黃氏緣 /황씨연)   |       |                 |                  |             |
|                 |                                                                      | 똥 티 상 (Tống Thị Sáng /宋氏創 /송씨창)         |       |                 |                  |             |
|                 |                                                                      | 응우옌 티 자 (Nguyễn Thị Gia /阮氏嘉 /완씨가)    |       |                 |                  |             |
|                 |                                                                      | 쯔엉 티 쿠에 (Trương Thị Khuê /張氏圭 /장씨규)   |       |                 |                  |             |
|                 |                                                                      | 응우옌 티 타 (Nguyễn Thị Tha /阮氏他 /완씨타)    |       |                 |                  |             |
|                 |                                                                      | 레 티 비엔 (Lê Thị Viên /黎氏員 /여씨원)         |       |                 |                  |             |
|                 |                                                                      | 레 티 찐 (Lê Thị Chinh /黎氏正 /여씨정)          |       |                 |                  |             |
|                 |                                                                      | 똥 티 (Tống Thị /宋氏 /송씨)                     |       |                 |                  |             |

### 공자
| -  | 봉호                              | 시호                    | 이름                                                  | 생몰년도        | 생모                | 자식    | 별칭   | 비고                  |
| -- | --------------------------------- | ----------------------- | ----------------------------------------------------- | --------------- | ------------------- | ------- | ------ | --------------------- |
| 1  | 정국공 (Đỉnh Quốc Công /鼎國公)   |                         | 응우옌 푹 쭈 (Nguyễn Phúc Chú /阮福澍 /완복주)        | 1697년 ~ 1738년 | 자혜경비 똥 티 드억 | 3남 6녀 | [ 7 ]  | 응우옌 주 제7대 군주. |
| 2  |                                   |                         | 응우옌 푹 테 (Nguyễn Phúc Thể /阮福體 /완복체)        | 1689년 ~ 1762년 | 수용 쩐 티 응이     | 7남     |        |                       |
| 3  |                                   |                         |                                                       |                 |                     |         |        | 요절함.               |
| 4  |                                   |                         | 응우옌 푹 롱 (Nguyễn Phúc Long /阮福龍 /완복룡)       | 1693년 ~ 1743년 | 우궁빈 레 티 뚜옌   | 4남     |        |                       |
| 5  |                                   |                         | 응우옌 푹 하이 (Nguyễn Phúc Hải /阮福海 /완복해)      |                 |                     | 2남     |        |                       |
| 6  |                                   |                         |                                                       |                 |                     |         |        | 요절함.               |
| 7  |                                   |                         | 응우옌 푹 리엠 (Nguyễn Phúc Liêm /阮福濂 /완복렴)     |                 |                     | 2남     |        |                       |
| 8  | 윤국공 (Luân Quốc công /倫國公)   |                         | 응우옌 푹 뚜 (Nguyễn Phúc Tứ /阮福泗 /완복사)         | 1700년 ~ 1754년 | 자혜경비 똥 티 드억 | 5남     | [ 8 ]  |                       |
| 9  | 훈무후 (Huấn Vũ Hầu /訓武侯)      |                         | 응우옌 푹 트 (Nguyễn Phúc Thử /阮福泚 /완복자)        | 1699년 ~ 1763년 | 호앙 티 주옌        | 7남     | [ 9 ]  |                       |
| 10 |                                   |                         | 응우옌 푹 란 (Nguyễn Phúc Lân /阮福麟 /완복린)        |                 |                     | 1남     |        |                       |
| 11 |                                   |                         | 응우옌 푹 짠 (Nguyễn Phúc Chấn /阮福振 /완복진)       | ? ~ 1738년      |                     | 6남     |        |                       |
| 12 | 윤국공 (Dận Quốc Công /胤國公)    |                         | 응우옌 푹 디엔 (Nguyễn Phúc Điền /阮福沺 /완복전)     | 1700년 ~ 1739년 | 경비 응우옌 티 란   | 4남 1녀 |        |                       |
| 13 |                                   |                         | 응우옌 푹 당 (Nguyễn Phúc Đăng /阮福登 /완복등)       | 1702년 ~ 1763년 | 우궁빈 레 티 호아   | 2남     |        |                       |
| 14 |                                   |                         | 응우옌 푹 티엔 (Nguyễn Phúc Thiện /阮福繕 /완복선)    | 1703년 ~ 1749년 | 응우옌 티 타        | 2남     |        |                       |
| 15 |                                   |                         | 응우옌 푹 카인 (Nguyễn Phúc Khánh /阮福慶 /완복경)    | 1704년 ~ 1748년 | 쯔엉 티 쿠에        | 3남     |        |                       |
| 16 |                                   |                         | 응우옌 푹 까오 (Nguyễn Phúc Cảo /阮福杲 /완복고)      | 1706년 ~ 1762년 |                     | 6남     |        |                       |
| 17 |                                   |                         | 응우옌 푹 빈 (Nguyễn Phúc Bình /阮福平 /완복평)       |                 |                     | 1남     |        |                       |
| 18 | 수군공 (Tú Quận Công /秀郡公)     |                         | 응우옌 푹 뚜 (Nguyễn Phúc Tú /阮福秀 /완복수)         |                 | 응우옌 티 자        | 3남     |        |                       |
| 19 | 전군공 (Truyền Quận Công /傳郡公) | 강단 (Cương Đoán /剛斷) | 응우옌 푹 쭈옌 (Nguyễn Phúc Truyền /阮福傳 /완복전)   |                 | 호앙 티 주옌        | 5남 2녀 | [ 10 ] |                       |
| 20 |                                   |                         | 응우옌 푹 삼 (Nguyễn Phúc Sảm /阮福旵 /완복참)        | 1707년 ~ 1765년 |                     | 2남     |        |                       |
| 21 |                                   |                         | 응우옌 푹 꾸언 (Nguyễn Phúc Quận /阮福郡 /완복군)     |                 |                     | 1남     |        |                       |
| 22 |                                   |                         | 응우옌 푹 루언 (Nguyễn Phúc Luân /阮福倫 /완복륜)     | 1708년 ~ 1748년 |                     | 3남     | [ 11 ] |                       |
| 23 |                                   |                         | 응우옌 푹 빈 (Nguyễn Phúc Bính /阮福柄 /완복병)       | 1708년 ~ 1765년 | 레 티 비엔          | 4남     |        |                       |
| 24 |                                   |                         | 응우옌 푹 똥 (Nguyễn Phúc Tông /阮福宗 /완복종)       |                 |                     | 1남     |        |                       |
| 25 |                                   |                         | 응우옌 푹 응이엠 (Nguyễn Phúc Nghiễm /阮福曮 /완복엄) |                 | 레 티 비엔          | 2남     | [ 12 ] |                       |
| 26 |                                   |                         | 응우옌 푹 쑤언 (Nguyễn Phúc Xuân /阮福椿 /완복춘)     |                 |                     | 1남     |        |                       |
| 27 | 성군공 (Thạnh Quận Công /晟郡公)  |                         | 응우옌 푹 퐁 (Nguyễn Phúc Phong /阮福灃 /완복풍)      | 1709년 ~ 1754년 | 소비 응우옌 티 비엔 | 2남     | [ 13 ] |                       |
| 28 |                                   |                         | 응우옌 푹 하오 (Nguyễn Phúc Hạo /阮福昊 /완복호)      |                 |                     | 1남     |        |                       |
| 29 |                                   |                         | 응우옌 푹 끼 (Nguyễn Phúc Kỷ /阮福紀 /완복기)         | ? ~ 1743년      | 호앙 티 주옌        | 2남     |        |                       |
| 30 |                                   |                         | 응우옌 푹 뚜옌 (Nguyễn Phúc Tuyền /阮福䀬 /완복전)    |                 |                     | 1남     |        |                       |
| 31 |                                   |                         | 응우옌 푹 하인 (Nguyễn Phúc Hanh /阮福亨 /완복형)     |                 |                     | 1남     |        |                       |
| 32 |                                   |                         | 응우옌 푹 록 (Nguyễn Phúc Lộc /阮福祿 /완복록)        | 1712년 ~ 1774년 | 레 티 비엔          | 2남     |        |                       |
| 33 |                                   |                         | 응우옌 푹 찌엠 (Nguyễn Phúc Triêm /阮福霑 /완복점)    | 1725년 ~ 1788년 |                     | 3남     |        |                       |
| 34 |                                   |                         | 응우옌 푹 키엠 (Nguyễn Phúc Khiêm /阮福謙 /완복겸)    |                 |                     | 1남     |        |                       |
| 35 |                                   |                         |                                                       |                 |                     |         |        | 요절함.               |
| 36 |                                   |                         |                                                       |                 |                     |         |        | 요절함.               |
| 37 |                                   |                         | 응우옌 푹 도 (Nguyễn Phúc Độ /阮福度 /완복도)         | 1725년 ~ 1752년 | 똥 티               | 1남     |        |                       |
| 38 |                                   |                         | 응우옌 푹 따이 (Nguyễn Phúc Tài /阮福財 /완복재)      |                 |                     | 2남     |        |                       |

### 공녀
| - | 봉호                                                               | 시호                | 이름                                                         | 생몰년도   | 생모              | 부마   | 별칭 | 비고       |
| - | ------------------------------------------------------------------ | ------------------- | ------------------------------------------------------------ | ---------- | ----------------- | ------ | ---- | ---------- |
| 1 | 송산군군정부인 (Tống Sơn Quận Quân Trinh Phu Nhân /宋山郡君貞夫人) | 자의 (Từ Ý /慈懿)   | 응우옌 티 응옥상 (Nguyễn Thị Ngọc Sáng /阮氏玉創 /완씨옥창)  | ? ~ 1721년 | 우궁빈 똥 티 르엉 | [ 14 ] |      |            |
| 2 | 송산군주서부인 (Tống Sơn Quận Chúa Tự Phu Nhân /宋山郡主序夫人)    | 자아 (Từ Nhã /慈雅) | 응우옌 티 응옥풍 (Nguyễn Thị Ngọc Phụng /阮氏玉鳳 /완씨옥봉) | ? ~ 1722년 | 우궁빈 똥 티 르엉 | [ 15 ] |      |            |
| 3 |                                                                    |                     | 응우옌 티 응옥녓 (Nguyễn Thị Ngọc Nhật /阮氏玉日 /완씨옥일)  |            |                   | [ 16 ] |      |            |
| 4 |                                                                    |                     | 응우옌 티 (Nguyễn Thị /阮氏 /완씨)                           |            |                   |        |      | 기록 미상. |

## 기년
- 대남실록(大南實錄)의 기준으로 정리함.

| 현종            | 원년               | 2년        | 3년        | 4년                   | 5년        | 6년        | 7년        | 8년        | 9년                       | 10년       |
| 서기            | 1692년             | 1693년     | 1694년     | 1695년                | 1696년     | 1697년     | 1698년     | 1699년     | 1700년                    | 1701년     |
| 육십간지        | 임신(壬申)         | 계유(癸酉) | 갑술(甲戌) | 을해(乙亥)            | 병자(丙子) | 정축(丁丑) | 무인(戊寅) | 기유(己卯) | 경진(庚辰)                | 신사(辛巳) |
| 후 레 왕조 연호 | 찐호아 (正和) 13년 | 14년       | 15년       | 16년                  | 17년       | 18년       | 19년       | 20년       | 21년                      | 22년       |
| 현종            | 11년               | 12년       | 13년       | 14년                  | 15년       | 16년       | 17년       | 18년       | 19년                      | 20년       |
| 서기            | 1702년             | 1703년     | 1704년     | 1705년                | 1706년     | 1707년     | 1708년     | 1709년     | 1710년                    | 1711년     |
| 육십간지        | 임오(壬午)         | 계미(癸未) | 갑신(甲申) | 을유(乙酉)            | 병술(丙戌) | 정해(丁亥) | 무자(戊子) | 기축(己丑) | 경인(庚寅)                | 신묘(辛卯) |
| 후 레 왕조 연호 | 23년               | 24년       | 25년       | 26년 빈틴 (永盛) 원년 | 2년        | 3년        | 4년        | 5년        | 6년                       | 7년        |
| 현종            | 21년               | 22년       | 23년       | 24년                  | 25년       | 26년       | 27년       | 28년       | 29년                      | 30년       |
| 서기            | 1712년             | 1713년     | 1714년     | 1715년                | 1716년     | 1717년     | 1718년     | 1719년     | 1720년                    | 1721년     |
| 육십간지        | 임진(壬辰)         | 계사(癸巳) | 갑오(甲午) | 을미(乙未)            | 병신(丙申) | 정유(丁酉) | 무술(戊戌) | 기해(己亥) | 경자(庚子)                | 신축(辛丑) |
| 후 레 왕조 연호 | 8년                | 9년        | 10년       | 11년                  | 12년       | 13년       | 14년       | 15년       | 16년 바오타이 (保泰) 원년 | 2년        |
| 현종            | 31년               | 32년       | 33년       | 34년                  |            |            |            |            |                           |            |
| 서기            | 1722년             | 1723년     | 1724년     | 1725년                |            |            |            |            |                           |            |
| 육십간지        | 임인(壬寅)         | 계묘(癸卯) | 갑진(甲辰) | 을사(乙巳)            |            |            |            |            |                           |            |
| 후 레 왕조 연호 | 3년                | 4년        | 5년        | 6년                   |            |            |            |            |                           |            |

## 같이 보기
- 후 레 왕조